# José Arias Ordoñez
José Arias Ordoñez (Pamplona, Departament de Santander, Colòmbia, 8 de gener de 1940 - Bogotá, 11 de juny de 2020) va ser un bibliotecòleg, bibliotecari i professor universitari colombià, especialista en Ciències de la Informació i un dels pioners de la bibliotecologia llatinoamericana.
Llicenciat per l'Escola Interamericana de bibliotecologia de la Universitat d'Antioquia el 1964, i amb un postgrau en Documentació Científica el 1970, ja el 1967 començà la seva experiència docent com a professor de cursos de capacitació per a bibliotecaris del Ministeri d'Educació. Més endavant, el 1973 exercí la docència a la biblioteca "Luis Ángel Arango", i entre 1975 i 1997 també exercí com a professor de la carrera de bibliotecologia a la Pontifícia Universitat Javeriana. A més, en el seu exercici professional, entre 1965 i 1967 fou bibliotecari del Centro Interamericano de Vivienda y Planeamiento, i entre 1967 i 1968 director de la biblioteca del Seminario Conciliar de Bogotá. També fou assessor a diverses biblioteques universitàries i coordinà centres de documentació i catàlegs col·lectius. A més col·laborà amb la UNESCO en diversos projectes bibliotecaris. I assessorà també a l'Organització d'Estats Americans.
Ha estat membre i ocupat diversos càrrecs en múltiples associacions professionals. Concretament, ocupà la presidència del Col·legi Colombià de Bibliotecaris entre 1972 i 1974, la de l'Associació Colombiana de Bibliotecaris el 1973, la de la Federació Internacional de Documentació per a Amèrica Llatina entre 1976 i 1981 i la de l'Associació Colombiana d'Informàtica el 1987. També ha participat en nombroses conferències, com a ponent i com a organitzador. I ha estat autor de diversos articles especialitzats en Ciències de la Informació.

## Reconeixements[1]
- Premi "Rubén Pérez Ortiz" com a bibliotecari de l'Any de l'Associació Colombiana de Bibliotecaris (1974)
- Premi CREI de Plata del Centre Regional de l'IBI per a l'ensenyança de la informàtica (1985)
- Distinció Botón de Oro com a millor funcionari de l'ICFES (1988)
- Premi "Luis Florén Lazcano" atorgat per l'Associació d'Egressats de l'Escola Interamericana de Bibliotecologia de la Universitat d'Antioquia (1988)
- Proclamació de Docent Destacat en el dia de l'educador atorgat per la Pontifica Universitat Javeriana (1998)